# Plan S

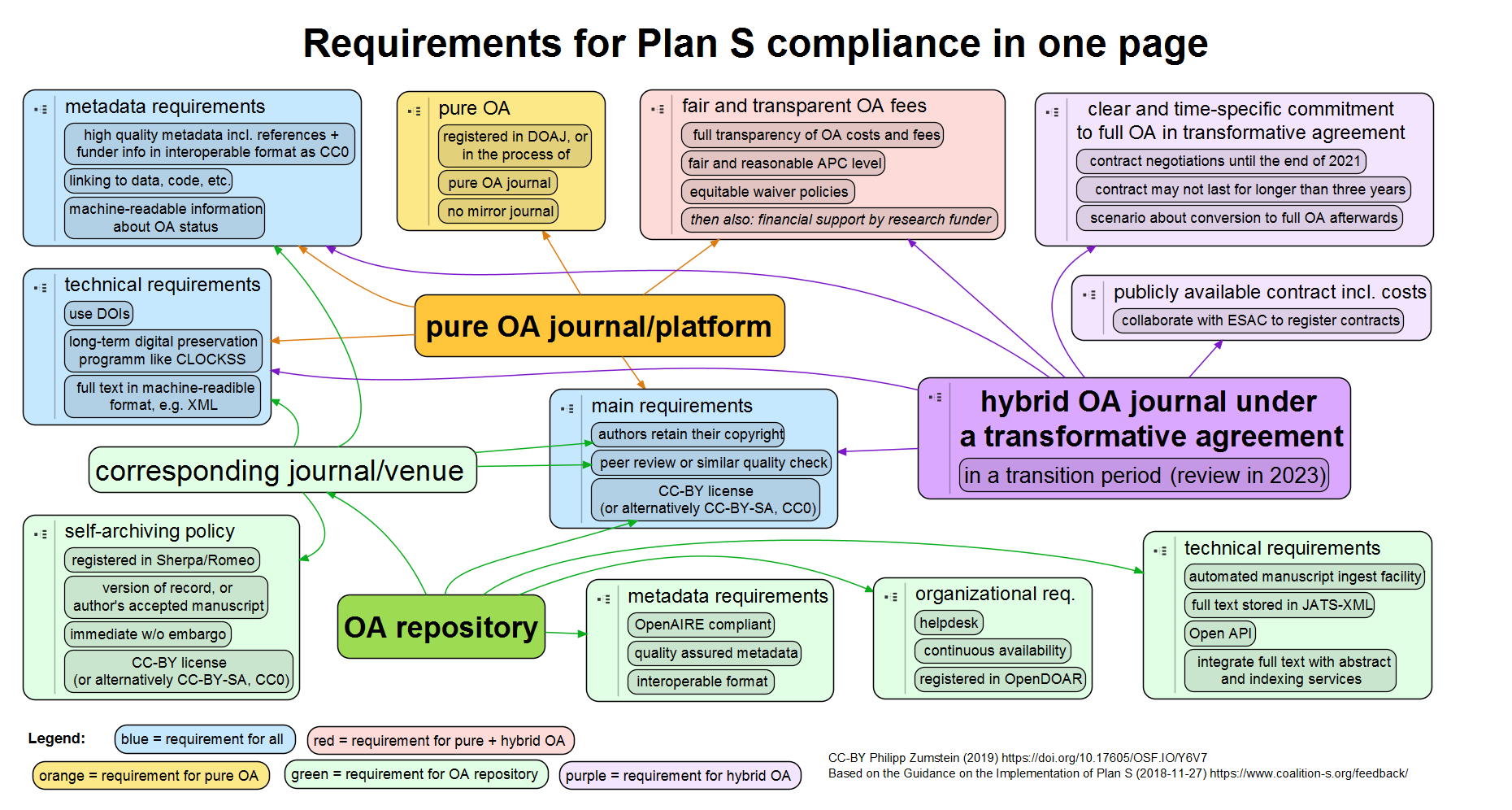
Sintesi dei requisiti del Piano S (gennaio 2019)

Plan S, in italiano Piano S, è un'iniziativa per l'editoria scientifica ad accesso aperto avviata nel 2018 da "cOAlition S", un consorzio costituito da enti finanziatori della ricerca afferenti a vari paesi europei. Il piano promuove l’estensione dell’open access a tutti i risultati di ricerca finanziati pubblicamente, attraverso l'inserimento su piattaforme liberamente accessibili, e con effetto dal 2021.
Nel 2017 le previsioni suggerivano la copertura approssimativa del 6% degli articoli di ricerca a livello mondiale, compreso circa un terzo dei contributi su Nature e Science. I principali editori hanno pianificato di soddisfare le indicazioni del Piano S offrendo (o consentendo) agli autori opzioni ad accesso aperto.

## Principi e linee guida
Il piano, varato nel 2018, viene strutturato attorno a dieci principi. Di questi, il principio chiave afferma che entro il 2021 la ricerca finanziata da sovvenzioni pubbliche o private deve essere pubblicata su riviste o piattaforme ad accesso aperto, e resa immediatamente disponibile senza embargo, ossia senza tempi di attesa.
I dieci principi sono:
1. i diritti di autore e il copyright restano agli autori o alle loro istituzioni di afferenza, e per le pubblicazioni devono essere utilizzate le licenze aperte come le Creative Commons, al fine di uniformarsi alla Dichiarazione di Berlino sull'accesso aperto alla letteratura scientifica;
2. i membri del consorzio dovrebbero stabilire solidi criteri e caratteristiche di conformità finalizzate alla pubblicazione su periodici e piattaforme open access;
3. i membri dovrebbero anche fornire incentivi per la creazione di periodici e piattaforme open access, nel caso non ne esistano ancora di conformi;
4. i costi di pubblicazione dovrebbero essere sostenuti da organizzazioni finanziatrici o dalle università, e non dai singoli ricercatori, che andrebbero messi tutti in condizione di pubblicare in open access;
5. tali costi di pubblicazione dovrebbero essere standardizzati e calmierati;
6. università, centri di ricerca e biblioteche dovrebbero uniformare i propri regolamenti e le proprie strategie;
7. i principi valgono per qualunque tipo di pubblicazione accademica, tuttavia è previsto un periodo più lungo di preparazione per monografie e capitoli di libri;[7]
8. i membri non sostengono il modello ibrido di pubblicazione, tuttavia concordano un periodo di transizione in cui vengono tollerati i contratti trasformativi in previsione del passaggio all'open access totale;
9. i membri del consorzio devono monitorare ed eventualmente sanzionare le mancate conformità;
10. i membri si impegnano anche a valutare il merito delle pubblicazioni indipendentemente dal loro impact factor, dal periodico in cui sono inserite o dall'editore.

Istituti di ricerca, ricercatori, università, finanziatori, enti di beneficenza, editori e società civile hanno contribuito a formulare le linee guida al Plan S, pubblicate il 27 novembre 2018.

## Applicazione

### Periodo iniziale di transizione
Nel momento in cui il piano viene varato, è previsto un periodo di transizione, durante il quale resta consentita la pubblicazione sulle cosiddette riviste trasformative, o riviste ibride, ossia soggette ad accordi per la trasformazione ad accesso completamente aperto. Tali accordi sono frutto di contratti pubblici, inizialmente tollerabili non oltre il 2023. Anche i costi sono di dominio pubblico.

### Green open access
La pubblicazione su qualsiasi rivista continua ad essere consentita a condizione che una copia del postprint o "manoscritto accettato", oppure dello stesso articolo finale pubblicato, venga depositata ad accesso aperto (green open access) senza embargo e con licenza CC BY in un repository istituzionale o comunque riconosciuto. Le politiche editoriali volte alla proibizione di tale possibilità vengono ignorate in virtù della strategia di conservazione dei diritti prevista da cOAlition S.

### Licenze e diritti
Condivisione, adattamento e riutilizzo dei contenuti accademici per qualsiasi scopo, anche commerciale, sono previsti soltanto garantendone la corretta attribuzione agli autori attraverso un tipo di licenza universalmente riconosciuta, esente da royalty, non esclusiva e irrevocabile. Gli articoli accademici devono quindi essere pubblicati con una licenza Creative Commons attestante il pubblico dominio, ovvero con attribuzione CC BY 4.0, o in alternativa CC BY-SA 4.0. Ciò ne consente, fra l'altro, l'utilizzo in Wikipedia.

### Criteri obbligatori per riviste e piattaforme ad accesso aperto
Riassumendo, al fine di essere conformi al Piano S le riviste e le piattaforme ad accesso aperto devono soddisfare i seguenti criteri:
- al momento della pubblicazione tutti i contenuti accademici devono essere immediatamente e completamente accessibili, scaricabili e privi di vincoli tecnici come i DRM o di altra natura;
- i contenuti devono essere pubblicati con licenza CC BY, CC BY-SA o CC0.
- è necessario un solido sistema di revisione, basato sugli standard della disciplina e del Committee on Publication Ethics (COPE);
- la rivista deve essere compresa nella Directory of Open Access Journals (DOAJ), ovvero in fase di registrazione;
- vanno previste esenzioni automatiche sui costi di elaborazione degli articoli per autori afferenti a paesi a basso reddito e sconti per autori provenienti da paesi a reddito medio;
- i costi di pubblicazione, sia diretti che indiretti, e il potenziale surplus, devono essere trasparenti e disponibili sul sito web della rivista o piattaforma di pubblicazione.
- i DOI devono essere utilizzati come identificatori permanenti;
- per la conservazione digitale a lungo termine va utilizzata una strategia che preveda la deposizione dei contenuti in un programma di archiviazione come LOCKSS/CLOCKSS;
- gli articoli devono essere accessibili a testo pieno, ossia per intero, e quindi in formato leggibile dalla macchina, ad esempio XML / JATS (Journal Article Tag Suite), tale da favorire il Text and Data Mining o TDM. I metadati devono essere di alta qualità e parimenti leggibili dalla macchina, così come le informazioni sullo stato di accesso aperto e sulla licenza dell'articolo;
- vengono richiesti anche il collegamento a dati grezzi e al codice in repository esterni.[14]

## cOAlition S: principali organizzazioni coinvolte
Le organizzazioni coinvolte nella formulazione del Plan S sono presenti in tutto il pianeta e fra gli altri comprendono: il Consiglio nazionale australiano per la salute e la ricerca medica, il Fondo austriaco per la scienza, l'Accademia di Finlandia, l'Agence nationale de la recherche francese, la Science Foundation Ireland, l'Istituto Nazionale di Fisica Nucleare, i Fondi di ricerca del Québec; il Luxembourger National Research Fund, l'Organizzazione olandese per la ricerca scientifica, il Consiglio norvegese per la ricerca, il Centro scientifico nazionale della Polonia, la Fundação para a Ciência e a Tecnologia portoghese, la Slovenian Research Agency, il Consiglio sudafricano per la ricerca medica, vari enti svedesi; il Fondo nazionale svizzero per la ricerca scientifica (FNS); l'anglosassone "Ricerca e innovazione", il Consiglio superiore della scienza e della tecnologia giordano, diverse fondazioni statunitensi fra cui la Gates, il Consiglio nazionale della scienza e della tecnologia (NSTC) dello Zambia.
Inoltre il Piano S è sostenuto dalla Commissione europea e dall'Organizzazione Mondiale della Sanità.
Alcuni commentatori hanno inoltre suggerito che l'adozione del Piano S in una regione ne possa incoraggiare l'adozione in altre regioni.

### Organizzazioni contrarie
Nell'ottobre 2018 l'Office of Science and Technology Policy (OSTP) dichiara che i finanziatori federali statunitensi non intendono aderire al Piano S, in particolare in quanto non ritengono opportuno suggerire "ai ricercatori dove pubblicare i propri articoli".
Nel 2019 il Jubileee Fond (RJ) della Riksbank svedese, inizialmente fra i membri, lascia la cOAlition S perché preoccupato dalle tempistiche del Piano S; analogamente il Consiglio europeo della ricerca, pur inizialmente sostenitore, si ritira nel luglio 2020.
Il 25 ottobre 2019 l'India annuncia la propria mancata adesione, malgrado le iniziali manifestazioni di sostegno.

## Accoglienza del pubblico
Fino all'8 febbraio 2019 su Internet è stato possibile esprimere direttamente il proprio parere in relazione agli orientamenti per l'attuazione. Il riscontro ricevuto è stato inserito nella versione aggiornata delle linee guida, pubblicata il 31 maggio 2019.

### Reazioni istituzionali
Numerose sono state le dichiarazioni istituzionali di sostegno a livello mondiale, comprese quelle di accademie, ministeri, fondazioni e biblioteche. Fra queste, ad esempio, l'Associazione delle università europee, la Lega delle università europee di ricerca (LERU), la federazione ALLEA delle Accademie europee scientifiche e umanistiche (European Federation of Academies of Sciences and Humanities), biblioteche e fondazioni cinesi, l'Associazione CAUL dei bibliotecari universitari australiani, e molte altre.

### Reazioni degli autori
All'uscita delle linee guida, quasi 1.800 ricercatori firmano una lettera aperta per esprimere preoccupazione circa eventuali effetti indesiderati del Plan S, che limiterebbe anzitutto la libertà degli autori. Più o meno nello stesso periodo, un'altra lettera aperta viene emessa viceversa a sostegno dell'accesso aperto obbligatorio, e firmata da oltre 1.900 ricercatori. In essa, tuttavia, manca un riferimento diretto al Piano S.
In generale, le politiche del Piano S ricevono un'accoglienza mista da parte del mondo accademico, che in parte approva la strategia di conservazione dei diritti, ma in parte considera con sospetto e preoccupazione la reazione degli editori ed eventuali rischi di carattere legale.

### Reazioni degli editori
Il piano incontra inizialmente l'opposizione di numerosi editori di riviste ad accesso non aperto, nonché di società scientifiche. Fra le critiche spicca quella di AAAS, editore di Science, secondo cui il Piano S non garantisce la peer-review di alta qualità, né la pubblicazione e la diffusione della ricerca. Addirittura la sua attuazione "disturberebbe le comunicazioni accademiche, costituirebbe un disservizio per i ricercatori e comprometterebbe la libertà accademica".
Secondo l'OASPA, Plan S pone in svantaggio gli editori emergenti e minori da un punto di vista competitivo, danneggiandone potenzialmente le prospettive.
Malgrado la diffidenza iniziale, un po' alla volta anche i maggiori editori hanno cominciato a modificare il proprio approccio; il 28 novembre 2018 Cambridge University Press ha annunciato che la rivista Epidemiology and Infection si sarebbe convertita al modello di pubblicazione ad accesso aperto a partire dal 1º gennaio 2019, citando le mutate politiche dei finanziatori e il Piano S.
Analogamente Springer l'8 aprile 2020 ha annunciato l'intenzione di rendere compatibili con il Piano S molte riviste, fra cui Nature, pubblicando alcuni articoli ad accesso aperto a partire dal 2021 e impegnandosi per la transizione finale verso l'accesso completamente aperto.
Nonostante la diffusione di posizioni più concilianti nei confronti del Plan S, nel febbraio 2021 oltre 50 editori, tra cui Elsevier, Wiley e Springer Nature, hanno manifestato aperta opposizione alla strategia di conservazione dei diritti di cOAlition S.